# Meidericher Spielverein Duisburg 2020-2021
Questa voce raccoglie le informazioni riguardanti il Meidericher Spielverein Duisburg nelle competizioni ufficiali della stagione 2020-2021.

## Stagione
Nella stagione 2020-2021 il Duisburg, allenato da Torsten Lieberknecht, Gino Lettieri, Marvin Compper, Uwe Schubert e Pavel Dočev, concluse il campionato di 3. Liga al 15º posto. In Coppa di Germania il Duisburg fu eliminato al primo turno dal Borussia Dortmund.

## Rosa
| N. |                       | Ruolo | Calciatore         |
| -- | --------------------- | ----- | ------------------ |
| 1  | Germania (bandiera)   | P     | Leo Weinkauf       |
| 2  | Germania (bandiera)   | D     | Maximilian Sauer   |
| 3  | Germania (bandiera)   | D     | Dominik Schmidt    |
| 4  | Germania (bandiera)   | D     | Dominic Volkmer    |
| 5  | Montenegro (bandiera) | C     | Mirnes Pepić       |
| 6  | Germania (bandiera)   | C     | Connor Krempicki   |
| 7  | Germania (bandiera)   | D     | Lukas Scepanik     |
| 8  | Romania (bandiera)    | C     | Darius Ghindovean  |
| 9  | Germania (bandiera)   | C     | Ahmet Engin        |
| 10 | Germania (bandiera)   | A     | Moritz Stoppelkamp |
| 13 | Germania (bandiera)   | A     | Julian Hettwer     |
| 14 | Bulgaria (bandiera)   | D     | Stefan Velkov      |
| 15 | Germania (bandiera)   | D     | Tobias Fleckstein  |
| 17 | Germania (bandiera)   | D     | Arne Sicker        |
| 19 | Germania (bandiera)   | A     | Sinan Karweina     |

| N. |                         | Ruolo | Calciatore                 |
| -- | ----------------------- | ----- | -------------------------- |
| 21 | Germania (bandiera)     | C     | Maximilian Jansen          |
| 22 | Germania (bandiera)     | P     | Jonas Brendieck            |
| 23 | Germania (bandiera)     | D     | Joshua Bitter              |
| 24 | Paesi Bassi (bandiera)  | A     | Vincent Vermeij            |
| 26 | Germania (bandiera)     | D     | Vincent Gembalies          |
| 27 | Germania (bandiera)     | D     | Niko Bretschneider         |
| 28 | Germania (bandiera)     | A     | David Tomić                |
| 29 | Svizzera (bandiera)     | A     | Orhan Ademi                |
| 30 | Svizzera (bandiera)     | P     | Steven Deana               |
| 31 | Germania (bandiera)     | A     | Federico Palacios-Martínez |
| 35 | Germania (bandiera)     | A     | Cem Sabanci                |
| 36 | RD del Congo (bandiera) | C     | Wilson Kamavuaka           |
| 37 | Germania (bandiera)     | C     | Marlon Frey                |
| 39 | Marocco (bandiera)      | A     | Aziz Bouhaddouz            |

## Organigramma societario
Area tecnica
- Allenatore: Pavel Dočev
- Allenatore in seconda: Branimir Bajić, Marvin Compper, Philipp Klug
- Preparatore dei portieri: Sven Beuckert
- Preparatori atletici: Andreas Tappe

## Calciomercato

### Sessione estiva
| Acquisti | Acquisti           | Acquisti               | Acquisti |
| R.       | Nome               | da                     | Modalità |
| -------- | ------------------ | ---------------------- | -------- |
| A        | Orhan Ademi        | Eintracht Braunschweig |          |
| C        | Wilson Kamavuaka   | GKS Tychy              |          |
| D        | Tobias Fleckstein  | Holstein Kiel          |          |
| D        | Dominik Schmidt    | Holstein Kiel          |          |
| C        | Mirnes Pepić       | Hansa Rostock          |          |
| D        | Maximilian Sauer   | Greuther Fürth         |          |
| D        | Dominic Volkmer    | Carl Zeiss Jena        |          |
| D        | Niko Bretschneider | Hertha Berlino II      |          |

| Cessioni | Cessioni         | Cessioni               | Cessioni |
| R.       | Nome             | a                      | Modalità |
| -------- | ---------------- | ---------------------- | -------- |
| A        | Petar Slišković  | Türkgücü               |          |
| C        | Lukas Daschner   | St. Pauli              |          |
| C        | Tim Albutat      | Uerdingen 05           |          |
| C        | Yassin Ben Balla | Eintracht Braunschweig |          |
| C        | Migel Schmeling  | Borussia Dortmund II   |          |

### Sessione invernale
| Acquisti | Acquisti                   | Acquisti       | Acquisti |
| R.       | Nome                       | da             | Modalità |
| -------- | -------------------------- | -------------- | -------- |
| A        | Aziz Bouhaddouz            | Sandhausen     |          |
| C        | Marlon Frey                | Sandhausen     |          |
| A        | Federico Palacios-Martínez | Jahn Ratisbona |          |

| Cessioni | Cessioni       | Cessioni             | Cessioni |
| R.       | Nome           | a                    | Modalità |
| -------- | -------------- | -------------------- | -------- |
| C        | Arnold Budimbu | TSV Steinbach Haiger |          |

## Risultati

### 3. Liga

#### Girone di andata
| Arbitro: | Burda |

|                                   |           |              |
| Löhmannsröben 56’ Breier 65’, 75’ | Marcatori | 32’ Scepanik |

| Arbitro: | Heft |

|             |           |           |
| Mickels 74’ | Marcatori | 67’ König |

| Arbitro: | Müller |

|               |           |             |
| Deichmann 61’ | Marcatori | 74’ Vermeij |

| Arbitro: | Glaser |

|                         |           |                                      |
| Budimbu 76’ Vermeij 79’ | Marcatori | 39’ Shipnoski 64’ Šverko 90’ Jänicke |

| Duisburg 17 novembre 2020, ore 19:00 CET 5ª giornata | Duisburg   | 0 – 0 referto | Hallescher | Schauinsland-Reisen-Arena (0 spett.)\| Arbitro: \| Schwengers \| |
| Arbitro:                                             | Schwengers |               |            |                                                                  |

| Arbitro: | Gerach |

|  |           |           |
|  | Marcatori | 37’ Ademi |

| Arbitro: | Hanslbauer |

|  |           |                          |
|  | Marcatori | 48’ Marcussen 71’ Kiprit |

| Arbitro: | Burda |

|  |           |                             |
|  | Marcatori | 62’ Fleckstein 90’ Scepanik |

| Arbitro: | Müller |

|                 |           |                                         |
| Stoppelkamp 22’ | Marcatori | 34’ Thiele 52’ (rig.) Bunjaku 77’ Risse |

| Arbitro: | Brand |

|                    |           |                    |
| Slišković 48’, 66’ | Marcatori | 89’ (rig.) Vermeij |

| Arbitro: | Kampka |

|  |           |                                          |
|  | Marcatori | 15’, 80’ Rabihic 59’ Janjić 76’ Yildirim |

| Arbitro: | Haslberger |

|                |           |                                |
| Ferati 3’, 60’ | Marcatori | 11’ Ghindovean 47’ Stoppelkamp |

| Arbitro: | Bokop |

|  |           |                                        |
|  | Marcatori | 25’ Hosiner 53’ Weihrauch 54’ Daferner |

| Arbitro: | Fritsch |

|                 |           |                        |
| Pourié 89’, 90’ | Marcatori | 14’ Karweina 64’ Engin |

| Arbitro: | Kessel |

|                                 |           |             |
| Vermeij 19’, 47’, 74’ Engin 77’ | Marcatori | 84’ Guthörl |

| Arbitro: | Exner |

|                 |           |             |
| Kern 39’ (rig.) | Marcatori | 65’ Vermeij |

| Arbitro: | Kampka |

|           |           |                          |
| Engin 22’ | Marcatori | 55’ Granatowski 76’ Bell |

| Arbitro: | Haslberger |

|                              |           |          |
| Eckert-Ayensa 16’ Keller 29’ | Marcatori | 4’ Engin |

| Arbitro: | Alt |

|               |           |  |
| Kamavuaka 22’ | Marcatori |  |

#### Girone di ritorno
| Arbitro: | Oldhafer |

|                   |           |                        |
| Sicker 34’ (rig.) | Marcatori | 6’, 29’ Farrona-Pulido |

| Arbitro: | Schultes |

|                              |           |             |
| Nkansah 4’ Schröter 35’, 41’ | Marcatori | 56’ Hettwer |

| Arbitro: | Stegemann |

|                                              |           |               |
| Sicker 26’ Schmidt 45’ Palacios-Martínez 74’ | Marcatori | 83’ Okungbowa |

| Arbitro: | Reichel |

|                                                |           |                 |
| Günther-Schmidt 44’ Froese 60’ Gouras 67’, 71’ | Marcatori | 52’ Stoppelkamp |

| Arbitro: | Benen |

|                    |           |                |
| Shcherbakovski 33’ | Marcatori | 52’ Bouhaddouz |

| Arbitro: | Greif |

|                             |           |             |
| Bouhaddouz 9’ Krempicki 79’ | Marcatori | 19’ Anspach |

| Arbitro: | Dingert |

|            |           |                                       |
| Lukimya 6’ | Marcatori | 38’ Stoppelkamp 44’ Palacios-Martínez |

| Arbitro: | Kessel |

|                        |           |  |
| Stoppelkamp 53’ (rig.) | Marcatori |  |

| Arbitro: | Burda |

|                                     |           |           |
| Cueto 23’ Thiele 41’ Wunderlich 81’ | Marcatori | 45’ Tomić |

| Arbitro: | Fritsch |

|                                                 |           |                      |
| Bouhaddouz 47’ Stoppelkamp 66’ (rig.) Ademi 88’ | Marcatori | 8’ Röser 41’ Awoudja |

| Arbitro: | Oldhafer |

|            |           |                      |
| Eilers 55’ | Marcatori | 27’, 78’ Stoppelkamp |

| Arbitro: | Bokop |

|                 |           |                |
| Stoppelkamp 24’ | Marcatori | 20’ Martinovic |

| Arbitro: | Osmanagic |

|              |           |  |
| Daferner 77’ | Marcatori |  |

| Arbitro: | Weickenmeier |

|                                |           |                        |
| Götze 55’ (aut.) Kamavuaka 90’ | Marcatori | 11’ Hanslik 79’ Senger |

| Arbitro: | Hanslbauer |

|  |           |                                              |
|  | Marcatori | 46’ Bouhaddouz 66’ Kamavuaka 72’ Stoppelkamp |

| Arbitro: | Greif |

|                               |           |                         |
| Bouhaddouz 15’ Che 61’ (aut.) | Marcatori | 14’ Sieb 74’ (rig.) Arp |

| Arbitro: | Bauer |

|                               |           |                       |
| Brünker 8’ Ernst 13’ Atik 58’ | Marcatori | 47’ Tomić 84’ Vermeij |

| Arbitro: | Müller |

|           |           |                                                                 |
| Sauer 10’ | Marcatori | 47’ (rig.) Kutschke 54’, 76’ Bilbija 55’ Gaus 65’ Eckert-Ayensa |

| Arbitro: | Kampka |

|                   |           |                       |
| Tankulić 35’, 52’ | Marcatori | 74’ Palacios-Martínez |

### Coppa di Germania
| Arbitro: | Kampka |

|  |           |                                                                |
|  | Marcatori | 14’ (rig.) Sancho 30’ Bellingham 39’ Hazard 50’ Reyna 58’ Reus |

## Statistiche

### Statistiche di squadra
| Competizione      | Punti | In casa | In casa | In casa | In casa | In casa | In casa | In trasferta | In trasferta | In trasferta | In trasferta | In trasferta | In trasferta | Totale | Totale | Totale | Totale | Totale | Totale | DR  |
| Competizione      | Punti | G       | V       | N       | P       | Gf      | Gs      | G            | V            | N            | P            | Gf           | Gs           | G      | V      | N      | P      | Gf     | Gs     | DR  |
| ----------------- | ----- | ------- | ------- | ------- | ------- | ------- | ------- | ------------ | ------------ | ------------ | ------------ | ------------ | ------------ | ------ | ------ | ------ | ------ | ------ | ------ | --- |
| 3. Liga           | 43    | 19      | 6       | 5       | 8       | 26      | 35      | 19           | 5            | 5            | 9            | 26           | 32           | 38     | 11     | 10     | 17     | 52     | 67     | -15 |
| Coppa di Germania | -     | 1       | 0       | 0       | 1       | 0       | 5       | 0            | 0            | 0            | 0            | 0            | 0            | 1      | 0      | 0      | 1      | 0      | 5      | -5  |
| Totale            | 43    | 20      | 6       | 5       | 9       | 26      | 40      | 19           | 5            | 5            | 9            | 26           | 32           | 39     | 11     | 10     | 18     | 52     | 72     | -20 |

### Andamento in campionato
| Giornata  | 1  | 2  | 3  | 4  | 5  | 6  | 7  | 8  | 9  | 10 | 11 | 12 | 13 | 14 | 15 | 16 | 17 | 18 | 19 | 20 | 21 | 22 | 23 | 24 | 25 | 26 | 27 | 28 | 29 | 30 | 31 | 32 | 33 | 34 | 35 | 36 | 37 | 38 |
| --------- | -- | -- | -- | -- | -- | -- | -- | -- | -- | -- | -- | -- | -- | -- | -- | -- | -- | -- | -- | -- | -- | -- | -- | -- | -- | -- | -- | -- | -- | -- | -- | -- | -- | -- | -- | -- | -- | -- |
| Luogo     | T  | C  | T  | C  | C  | T  | C  | T  | C  | T  | C  | T  | C  | T  | C  | T  | C  | T  | C  | C  | T  | C  | T  | T  | C  | T  | C  | T  | C  | T  | C  | T  | C  | T  | C  | T  | C  | T  |
| Risultato | P  | N  | N  | P  | N  | V  | P  | V  | P  | P  | P  | N  | P  | N  | V  | N  | P  | P  | V  | P  | P  | V  | P  | N  | V  | V  | V  | P  | V  | V  | N  | P  | N  | V  | N  | P  | P  | P  |
| Posizione | 17 | 15 | 17 | 16 | 16 | 15 | 15 | 14 | 14 | 17 | 18 | 17 | 20 | 20 | 19 | 19 | 20 | 20 | 20 | 20 | 20 | 20 | 20 | 19 | 17 | 16 | 14 | 15 | 14 | 12 | 13 | 14 | 14 | 13 | 14 | 14 | 14 | 15 |

Legenda:

Luogo: C = Casa; T = Trasferta. Risultato: V = Vittoria; N = Pareggio; P = Sconfitta.

### Statistiche dei giocatori
| Giocatore            | 3. Liga  | 3. Liga | 3. Liga     | 3. Liga    | Coppa di Germania | Coppa di Germania | Coppa di Germania | Coppa di Germania | Totale   | Totale | Totale      | Totale     |
| Giocatore            | Presenze | Reti    | Ammonizioni | Espulsioni | Presenze          | Reti              | Ammonizioni       | Espulsioni        | Presenze | Reti   | Ammonizioni | Espulsioni |
| -------------------- | -------- | ------- | ----------- | ---------- | ----------------- | ----------------- | ----------------- | ----------------- | -------- | ------ | ----------- | ---------- |
| O. Ademi             | 23       | 2       | 2           | 0          | 1                 | 0                 | 0                 | 0                 | 24       | 2      | 2           | 0          |
| J. Bitter            | 20       | 0       | 2           | 0          | 0                 | 0                 | 0                 | 0                 | 20       | 0      | 2           | 0          |
| A. Bouhaddouz        | 16       | 5       | 3           | 0          | 0                 | 0                 | 0                 | 0                 | 16       | 5      | 3           | 0          |
| J. Brendieck         | 0        | 0       | 0           | 0          | 0                 | 0                 | 0                 | 0                 | 0        | 0      | 0           | 0          |
| N. Bretschneider     | 7        | 0       | 1           | 0          | 1                 | 0                 | 0                 | 0                 | 8        | 0      | 1           | 0          |
| A. Budimbu           | 8        | 1       | 0           | 0          | 0                 | 0                 | 0                 | 0                 | 8        | 1      | 0           | 0          |
| S. Deana             | 0        | 0       | 0           | 0          | 0                 | 0                 | 0                 | 0                 | 0        | 0      | 0           | 0          |
| A. Engin             | 28       | 4       | 2           | 0          | 1                 | 0                 | 0                 | 0                 | 29       | 4      | 2           | 0          |
| T. Fleckstein        | 25       | 1       | 3           | 0          | 1                 | 0                 | 0                 | 0                 | 26       | 1      | 3           | 0          |
| M. Frey              | 19       | 0       | 4           | 0          | 0                 | 0                 | 0                 | 0                 | 19       | 0      | 4           | 0          |
| V. Gembalies         | 23       | 0       | 3           | 0          | 1                 | 0                 | 0                 | 0                 | 24       | 0      | 3           | 0          |
| D. Ghindovean        | 15       | 1       | 4           | 0          | 1                 | 0                 | 0                 | 0                 | 16       | 1      | 4           | 0          |
| J. Hettwer           | 9        | 1       | 0           | 0          | 0                 | 0                 | 0                 | 0                 | 9        | 1      | 0           | 0          |
| M. Jansen            | 17       | 0       | 4           | 0          | 1                 | 0                 | 0                 | 0                 | 18       | 0      | 4           | 0          |
| W. Kamavuaka         | 26       | 3       | 11          | 1          | 1                 | 0                 | 0                 | 0                 | 27       | 3      | 11          | 1          |
| S. Karweina          | 19       | 1       | 3           | 0          | 1                 | 0                 | 1                 | 0                 | 20       | 1      | 4           | 0          |
| C. Krempicki         | 30       | 1       | 5           | 0          | 1                 | 0                 | 0                 | 0                 | 31       | 1      | 5           | 0          |
| L. Mickels           | 16       | 1       | 0           | 0          | 0                 | 0                 | 0                 | 0                 | 16       | 1      | 0           | 0          |
| F. Palacios-Martínez | 11       | 3       | 1           | 0          | 0                 | 0                 | 0                 | 0                 | 11       | 3      | 1           | 0          |
| M. Pepić             | 7        | 0       | 0           | 0          | 0                 | 0                 | 0                 | 0                 | 7        | 0      | 0           | 0          |
| C. Sabanci           | 0        | 0       | 0           | 0          | 0                 | 0                 | 0                 | 0                 | 0        | 0      | 0           | 0          |
| M. Sauer             | 31       | 1       | 10          | 0          | 1                 | 0                 | 0                 | 0                 | 32       | 1      | 10          | 0          |
| L. Scepanik          | 24       | 2       | 1           | 1          | 1                 | 0                 | 0                 | 0                 | 25       | 2      | 1           | 1          |
| D. Schmidt           | 26       | 1       | 9           | 2          | 0                 | 0                 | 0                 | 0                 | 26       | 1      | 9           | 2          |
| A. Sicker            | 33       | 2       | 8           | 1          | 1                 | 0                 | 0                 | 0                 | 34       | 2      | 8           | 1          |
| M. Stoppelkamp       | 32       | 10      | 4           | 0          | 0                 | 0                 | 0                 | 0                 | 32       | 10     | 4           | 0          |
| D. Tomić             | 17       | 2       | 1           | 0          | 0                 | 0                 | 0                 | 0                 | 17       | 2      | 1           | 0          |
| S. Velkov            | 3        | 0       | 1           | 0          | 0                 | 0                 | 0                 | 0                 | 3        | 0      | 1           | 0          |
| V. Vermeij           | 23       | 8       | 2           | 0          | 1                 | 0                 | 0                 | 0                 | 24       | 8      | 2           | 0          |
| D. Volkmer           | 11       | 0       | 5           | 0          | 1                 | 0                 | 0                 | 1                 | 12       | 0      | 5           | 1          |
| L. Weinkauf          | 38       | 0       | 1           | 0          | 1                 | 0                 | 0                 | 0                 | 39       | 0      | 1           | 0          |